# Fibravan
A Fibravan é uma empresa brasileira fabricante de veículos fora de estrada, como buggies.
Foi fundada no ano de 1989 na cidade de Fortaleza, no Ceará por Vanildo Lima Marcelo. É a mais antiga fabricante de buggies do Ceará.
Marcelo foi pioneiro no desenvolvimento de buggies com carroceria em fibra de vidro, iniciando nesse mercado com a marca VLM em 1979, e logo depois implantou o próprio projeto dos veículos da marca Cumbuco, produzidos pela Ego Veículos S/A, até 1987. Nesse período, participou ativamente dos processos de exportação desses veículos para o Senegal.
Em 2017, produzia para o mercado regional e exportava para cinco países.

## Modelos produzidos
- Plus[2]
- Vip, lançado em 2007[2]
- Off-Road, lançado em 2012[2]